# Lugol

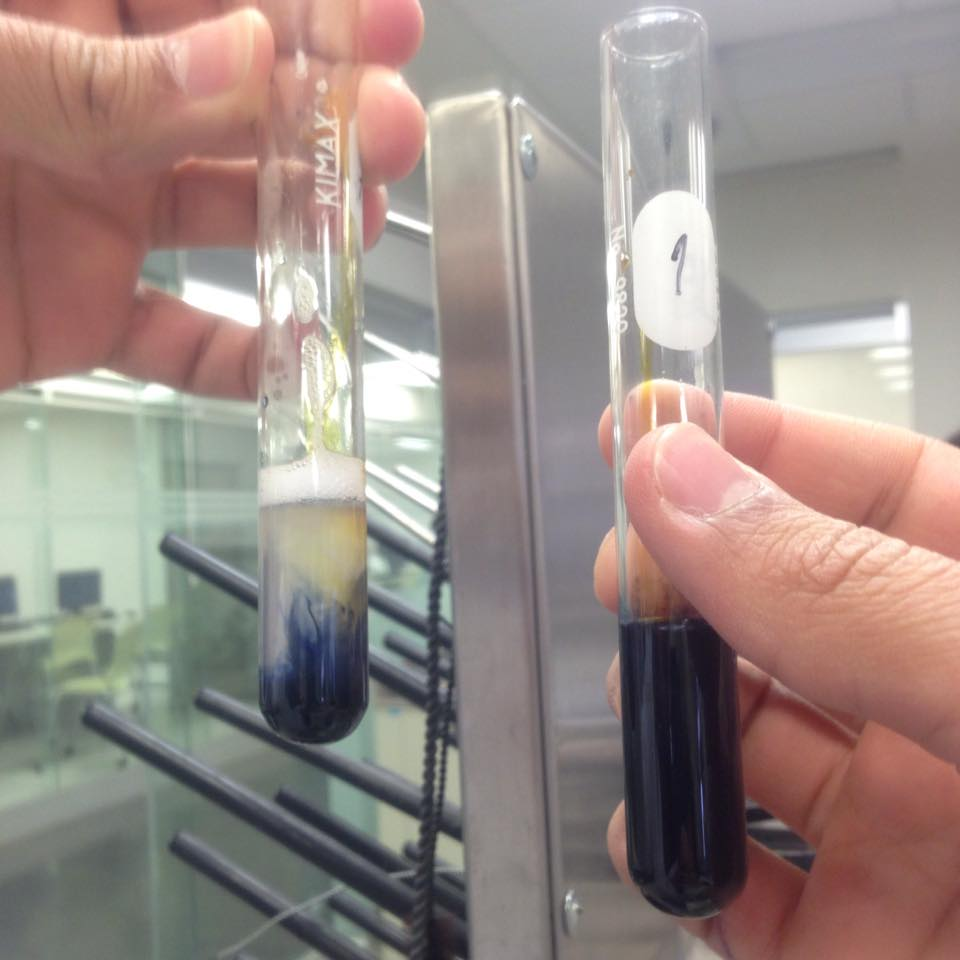
Tubo 1. Lugol y almidón; Tubo 2. Lugol, Glucosa, Almidón.
Separación del almidón en glucosa, por encima amilasa; adhesión del lugol a los enlaces glucosídicos del almidón

El lugol o disolución de Lugol es una disolución de yodo molecular I2 y yoduro potásico en agua destilada. Se preparó por primera vez en 1829 y recibe su nombre en honor al médico 
Este producto se emplea frecuentemente como desinfectante y antiséptico, para la desinfección de agua en emergencias y como un reactivo para la prueba del yodo en análisis médicos y de laboratorio.
También se ha usado para cubrir deficiencias de yodo; sin embargo, se prefiere el uso de yoduro potásico puro debido a la ausencia de yodo diatómico, forma molecular cuyo consumo puede resultar tóxico.

## Aplicaciones
Se emplea para detectar la presencia de almidón en alimentos.
- En microbiología se emplea en la tinción de Gram para retener el colorante cristal violeta. El I2 entra en las células y forma con el colorante cristal violeta un complejo insoluble en agua.

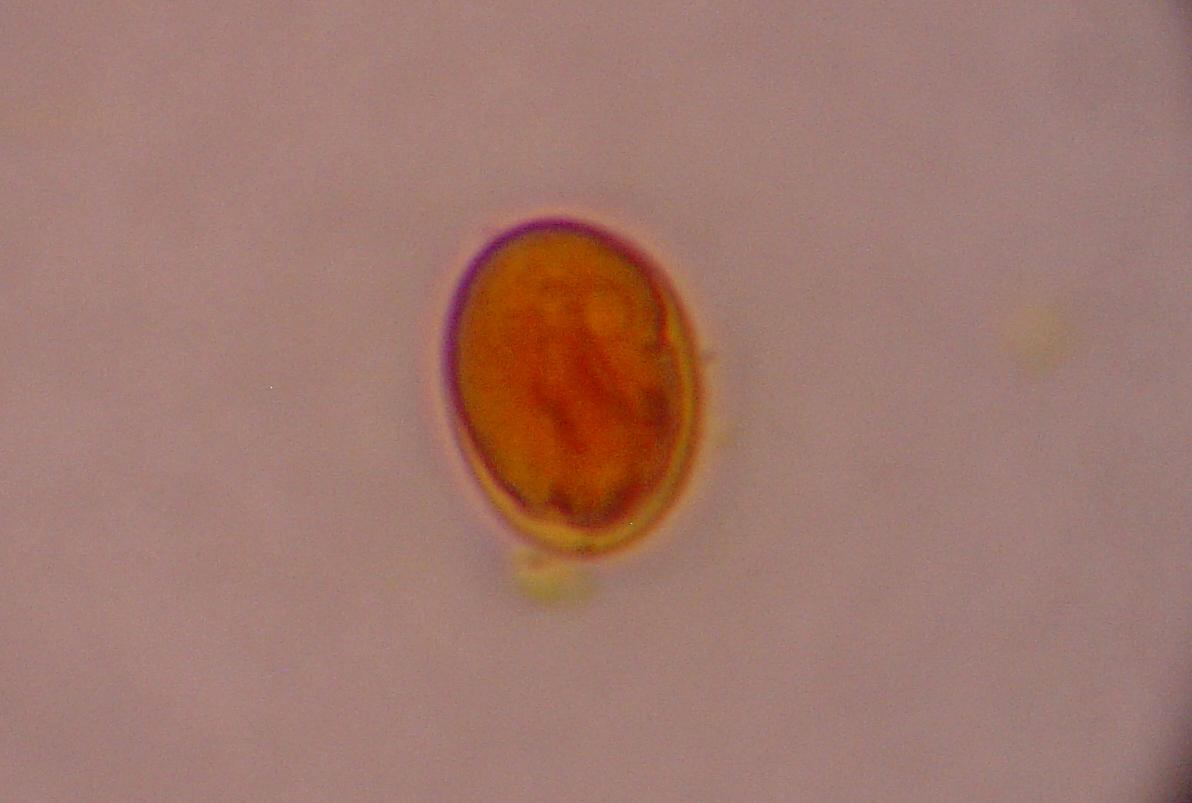
Quiste de Giardia con tinción de lugol

- También se utiliza como contraste visual en parasitología.
- Se utiliza esta disolución como indicador en la prueba del yodo, que sirve para identificar polisacáridos como los almidones, glucógeno y ciertas dextrinas, formando un complejo de inclusión termolábil que se caracteriza por presentar distintos colores según las ramificaciones que presente la molécula de polisacárido. El lugol no reacciona con azúcares simples como la glucosa o la fructosa.
- Se puede usar como un colorante para células, haciendo el núcleo celular más visible en microscopías y para preservar muestras de fitoplancton.
- En una colposcopia, la disolución de Lugol se utiliza en la prueba de Schiller en busca de tejido vaginal canceroso.
- Se puede usar la disolución de Lugol para observar la forma en la que la membrana celular hace ósmosis, fagocitosis y difusión.
- Se usa el lugol en la preparación prequirúrgica de las intervenciones tiroideas, debido a que inhibe la secreción de la hormona tiroidea y reduce la pérdida de sangre en las tiroidectomías de pacientes con la enfermedad de Graves Basedow.[1] Sin embargo, resulta ineficaz en pacientes sin hipertiroidismo o que ya han sido tratados con fármacos antitiroideos y T4.[2]

## Historia
En el pasado se le daba otros usos a la disolución de Lugol.
- Se solía utilizar la disolución de Lugol para el tratamiento de la gota.[3]
- También se la usaba como un tratamiento de primera línea en casos de hipotiroidismo severo, para contrarrestar la deficiencia de yodo en adultos. En la actualidad ha sido reemplazado por el uso de yoduro de potasio.
- Debido a su disponibilidad, se utilizó como desinfectante de agua en las tuberías, recomendado al gobierno polaco en 1986, después del Accidente de Chernobyl para reemplazar y bloquear cualquier consumo de yodo radiactivo (I131) en la glándula tiroides. Sin embargo, se sabía que no era un agente óptimo debido a que no estaba libre de yodo tóxico.[4] Después de este accidente se comenzó a utilizar una solución saturada de yoduro de potasio puro para proteger la tiroides.[5]
- Históricamente, la disolución de Lugol ha estado disponible en el mercado para su uso en ciertos problemas médicos, con las precauciones debidas.[6] El lugol suele prescribirse en una gran variedad de tratamientos médicos alternativos.[7][8]